# Alex Bogomolov
Alex Bogomolov, Jr., (rusky Александр Александрович Богомолов; * 23. dubna 1983, Moskva) je ruský bývalý profesionální tenista, který do roku 2011 reprezentoval Spojené státy americké. Ve své dosavadní kariéře na okruhu ATP World Tour vyhrál jeden turnaj ve čtyřhře. Na challengerech ATP získal k červnu 2011 osm titulů ve dvouhře a pět ve čtyřhře.
Na žebříčku ATP byl nejvýše ve dvouhře klasifikován v říjnu 2011 na 33. místě a ve čtyřhře pak v dubnu 2012 na 62. místě. Trénoval jej Joav Schab.
1. prosince 2011 mu Mezinárodní tenisová federace povolila start za daviscupový tým Ruska.

## Biografie
V roce 1998 zvítězil na mistrovství USA juniorů do 16 let, když ve finále porazil Andyho Roddicka.
Roku 2005 byl na úvodním grandslamu sezóny Australian Open pozitivně testován při dopingové zkoušce na zakázanou látku salbutamol, kterou užil prostřednictvím inhalátoru v rámci zmírnění příznaků astmatu. Komise následně neshledala úmyslnou aplikaci léčiva s cílem zneužití a snížila dvouletý trest na jeden a půl měsíce. Body a finanční prémie z období Australian Open mu byly odňaty.
Otec Alexandr Bogomolov starší byl sovětský tenista a později také působil jako reprezentační trenér, který pracoval s Larisou Neilandovou, Jevgenijem Kafelnikovem a Andrijem Medvěděvem.
Necelé dva roky byl ženatý s americkou tenistkou Ashley Harkleroadovou, než se na podzim roku 2006 rozvedli.

## Finále na turnajích ATP

### Čtyřhra: 1 (1–1)
| Č. | Datum             | Turnaj                          | Povrch | Spoluhráč     | Soupeři                         | Výsledek           |
| 1. | 19. září 2004     | Peking, Čína                    | tvrdý  | Taylor Dent   | Justin Gimelstob Graydon Oliver | 6–4, 4–6, 6–7(6–8) |
| 1. | 24. července 2011 | Atlanta, Spojené státy americké | tvrdý  | Matthew Ebden | Matthias Bachinger Frank Moser  | 3–6, 7–5, [10–8]   |

## Tituly na challengerech ATP

### Dvouhra (10)
| Legenda                  |
| ATP Challenger Tour (10) |

| Č.  | Datum (finále)     | Turnaj              | Povrch    | Soupeř ve finále | Výsledek        |
| 1.  | 24. listopadu 2002 | Puebla, Mexiko      | tvrdý     | Rik de Voest     | 7:62, 6:3       |
| 2.  | 27. dubna 2003     | León, Mexiko        | tvrdý     | George Bastl     | 7:64, 6:73, 6:4 |
| 3.  | 17. května 2003    | Forest Hills, USA   | tvrdý (h) | Mariano Delfino  | 1:6, 6:1, 6:1   |
| 4.  | 19. října 2003     | Tiburon, USA        | tvrdý     | Jeff Morrison    | 7:64, 6:3       |
| 5.  | 24. července 2005  | Tarzana, USA        | tvrdý     | Thiago Alves     | 6:3, 6:2        |
| 6.  | 3. června 2007     | Carson, USA         | tvrdý     | Kei Nišikori     | 6:4, 6:3        |
| 7.  | 20. listopadu 2010 | Champaign, USA      | tvrdý (h) | Amer Delić       | 5:7, 7:66, 6:3  |
| 8.  | 6. března 2011     | Dallas, USA         | tvrdý (h) | Rainer Schüttler | 7:65, 6:3       |
| 9.  | 14. dubna 2013     | Guadalajara, Mexiko | tvrdý     | Rajeev Ram       | 2:6, 6:3, 6:1   |
| 10. | 12. května 2013    | Kchun-ming, Čína    | tvrdý     | Rik de Voest     | 6:3, 4:6, 7:62  |

### Čtyřhra (5)
| Legenda (před/po roce 2009)                     |
| ATP Challenger Series / ATP Challenger Tour (5) |

| Č. | Datum             | Turnaj                  | Povrch | Spoluhráč          | Finalisté                         | Výsledek         |
| 1. | 20. dubna 2003    | San Luis Potosí, Mexiko | antuka | Frederic Niemeyer  | Markus Hantschk Alexander Peya    | 6:4, 7:65        |
| 2. | 20. července 2003 | Helsinki, Finsko        | antuka | Emin Agajev        | Lasse Ketola Timo Nieminen        | 7:611, 4:6, 6:3  |
| 3. | 24. července 2005 | Tarzana, USA            | tvrdý  | Travis Rettenmaier | Nathan Healey Robert Smeets       | 6:73, 7:67, 6:3  |
| 4. | 8. ledna 2006     | Nouméa, Nová Kaledonie  | tvrdý  | Todd Widom         | Lars Burgsmüller Denis Gremelmayr | 3:6, 6:2, [10:6] |
| 5. | 20. září 2008     | Waco, USA               | tvrdý  | Dušan Vemić        | Alberto Francis Nicholas Monroe   | 6:4, 5:7, [10:8] |